# Dänische EU-Ratspräsidentschaft 2012
Die dänische Ratspräsidentschaft ist Teil der vierten Trio-Präsidentschaft, die von Polen angeführt wurde und im zweiten Halbjahr 2012 von Zypern übernommen wurde.
Unter dem Motto Europa bei der Arbeit steht die dänische Ratspräsidentschaft im Zeichen der Herausforderungen zur Überwindung der Schuldenkrise. Die Termine wurden am 15. Dezember 2011 bestätigt und sind auf der offiziellen Seite zur Ratspräsidentschaft abrufbar.
Turnusgemäß übernahmen die Mitglieder des Kabinetts von Helle Thorning-Schmidt (Ministerpräsidentin) am 1. Januar 2012 den Vorsitz in den verschiedenen Ratsformationen von der polnischen Präsidentschaft. Die Präsidentschaft im Europäischen Rat (dem Gremium der Staats- und Regierungschefs) rotiert seit Inkrafttreten des Vertrags von Lissabon nicht mehr, sondern wird für zweieinhalb Jahre gewählt. Seit dem 1. Dezember 2009 ist Herman Van Rompuy im Amt, der auf einem Gipfel des Europäischen Rates am 1. März 2012 für eine zweite Amtszeit bestätigt wurde.

## Prioritäten der dänischen Ratspräsidentschaft
Das Programm der EU-Ratspräsidentschaft Dänemarks wurde offiziell am 6. Januar 2012 auf einer Pressekonferenz in Kopenhagen präsentiert. Zudem gab das EU-Briefing des Netzwerks Europäische Bewegung Deutschland am 12. Januar 2012 im Felleshus der Nordischen Botschaften Aufschluss über die Schwerpunktthemen.
Die aktuelle EU-Ratspräsidentschaft will vor allem die Zusammenarbeit mit den anderen Mitgliedstaaten, den EU-Institutionen sowie den Trio-Partnern Polen und Zypern vorantreiben. Ziel ist es, eine Fragmentierung Europas vor allem bei der Bewältigung der Schuldenkrise zu verhindern. Dänemark legt sein Hauptaugenmerk auf die Implementierung bereits beschlossener Regeln wie das Sixpack zur Reform des Stabilitäts- und Wachstumspaktes oder das Europäische Semester.
Die vier grundlegenden Prioritäten der dänischen Ratspräsidentschaft sind:
- Ein verantwortungsvolles Europa: Dänemark plant, sich für eine verantwortungsvolle europäische Wirtschaft einzusetzen, hierzu zählen insbesondere eine stärkere Finanzmarktregulierung und Finanzmarktaufsicht sowie als größtes Einzelthema die Weichenstellungen beim Mehrjährigen Finanzrahmen
- Ein dynamisches  Europa: im Jahr des 20. Binnenmarkt-Jubiläums will sich die EU-Ratspräsidentschaft für ein nachhaltiges Wachstum und eine nachhaltige Entwicklung der Beschäftigung einsetzen, die Wettbewerbsfähigkeit sichern und Fortschritte bei den WTO-Gesprächen der Doha-Runde erzielen
- Ein grünes Europa: auf der dänischen Agenda stehen unter anderem neue Impulse für die Energie- und Klimapolitik und die Vorbereitung der Konferenz der Vereinten Nationen über nachhaltige Entwicklung (Rio+20).
- Ein sicheres Europa: diese Priorität soll unter anderem eine Verbesserung der Effizienz des Schengen-Systems und den Ausbau des Europäischen Auswärtigen Dienstes zu einem starken und effektiven Akteur beinhalten

## Logo
Anders als die vorherige Trio-Ratspräsidentschaft aus Spanien, Belgien und Ungarn nutzen Polen, Dänemark und Zypern kein gemeinsames Logo. Das Logo wurde überwiegend in den Farben Rot und Weiß (grau) gestaltet, angelehnt an die dänische Flagge. Der Jahreswechsel 2011 auf 2012 wurde symbolisch in das Logo eingearbeitet. Das Logo selbst ist typographisch ausgebildet.